# Dominica
|  | No s'ha de confondre amb República Dominicana. |

Dominica (en anglès, igualment, Dominica) és un estat insular de l'Amèrica Central, a les Petites Antilles, format per l'illa homònima. Està banyat a l'oest per mar Carib i a l'est per l'oceà Atlàntic; al nord està separat de l'illa francesa de Guadeloupe pel pas de Dominica, i al sud el pas de Martinica el separa d'aquesta altra illa francesa. La capital és Roseau. El 95,7% de la seva població són afrodominicans.

## Etimologia
Els kalinago va anomenar l'illa Wai'tu kubuli, que significa Alt és el seu cos.
Cristòfor Colom, navegant cap a Espanya, va batejar l'illa com a Dominica, del terme llatí dies Dominica («diumenge»), el dia en què els espanyols la van veure per primera vegada el novembre de 1493.
El nom de Dominica és una paraula plana amb la síl·laba tònica a la penúltima síl·laba, seguint la pronunciació espanyola del seu nom que li va donar Cristòfor Colom.
La semblança amb el corònim de la República Dominicana i el gentilici idèntic ha fet que uns quants a Dominica defensin un canvi en el seu nom per reforçar la seva pròpia identitat separada.

## Història

### Història geològica
Dominica va sorgir per primera vegada de la mar durant l'era de l'Oligocè fa aproximadament 26 milions d'anys, convertint-la en una de les últimes illes del Carib que es va formar per l'activitat volcànica.

### Període precolonial i primer contacte europeu
Els habitants indígenes precolonials de Dominica eren els caribs de l'illa, que es creu que van expulsar la població arauac anterior.
L'any 1493, Cristòfor Colom va veure l'illa per primera vegada durant el seu segon viatge a les Amèriques. Com que va veure l'illa un diumenge (3 de novembre de 1493), Colom va anomenar l'illa Dominica (en llatí «diumenge»). S'hi van establir uns quants colonitzadors espanyols. Però, a mesura que els exploradors i colons europeus van entrar a la regió, els refugiats indígenes de les illes circumdants es van establir a Dominica i van expulsar els colons espanyols. Els espanyols, en canvi, van establir altres zones més fàcils de controlar.

### Colònia francesa
Espanya va tenir poc succès en la colonització de Dominica. El 1632, la Compagnie des Îles de l'Amérique francesa la va reclamar i altres Petites Antilles per al Regne de França, però no hi va haver ocupació física. Entre 1642 i 1650, el missioner francès Raymond Breton es va convertir en el primer visitant europeu habitual a l'illa.
El 1660, francesos i anglesos van acordar que Dominica i Saint Vicent no s'havien d'ocupar, sinó que s'havien de deixar als caribs com a territori neutral —però els seus recursos naturals van atreure expedicions de forestals anglesos i francesos, que van començar a collir fusta. El 1690, els francesos van establir els seus primers assentaments permanents. Els llenyataires francesos de Martinica i Guadalupe van començar a instal·lar campaments de fusta per proveir de fusta les illes franceses, i a poc a poc es van convertir en colons permanents. Van portar els primers africans esclavitzats de l'Àfrica occidental a Dominique, com l'anomenaven en francès.
L'any 1715, una revolta de petits propietaris «pobres blancs» al nord de Martinica, conegut com La Gaoulé, va provocar la migració dels colons al sud de Dominica, on van establir minifundis. Mentrestant, famílies franceses i altres de Guadalupe es van establir al nord. El 1727, el primer comandant francès, M. Le Grand, es va fer càrrec de l'illa amb un govern francès bàsic. Dominica es va convertir formalment en una colònia de França, i l'illa es va dividir en districtes o quartiers. Els francesos ja havien desenvolupat l'agricultura de plantació a Martinica i Guadalupe, on conreaven canya de sucre amb treballadors africans esclaus. A Dominica van anar desenvolupant les plantacions de cafè. A causa del tràfic d'esclaus transatlàntic, la població general va arribar a estar formada principalment per esclaus africans negres.
El 1761, durant la Guerra dels Set Anys a Europa, una expedició britànica contra Dominica dirigida per Andrew Rollo va conquerir l'illa, juntament amb diverses altres illes del Carib. El 1763, França havia perdut la guerra i va cedir l'illa a la Gran Bretanya en virtut del Tractat de París. El mateix any, els britànics van establir una assemblea legislativa, amb només els colons europeus representats. El francès continuava sent la llengua oficial, però el crioll antillà, que s'havia desenvolupat a partir del francès, era parlat per la major part de la població.
El 1778, els francesos, amb la cooperació activa de la població, van començar la reconquesta de Dominica. Això es va acabar amb el Tractat de París, que va retornar l'illa al control britànic. Però la població de l'illa, especialment la classe de gent lliure de color, va resistir les restriccions britàniques. Els britànics van mantenir el control durant les invasions franceses de 1795 i 1805, la primera va tenir lloc durant el període de la revolució haitiana, que va aconseguir la independència d'Haití (antigament Saint-Domingue, la colònia més rica del Carib de França).

### Colònia britànica

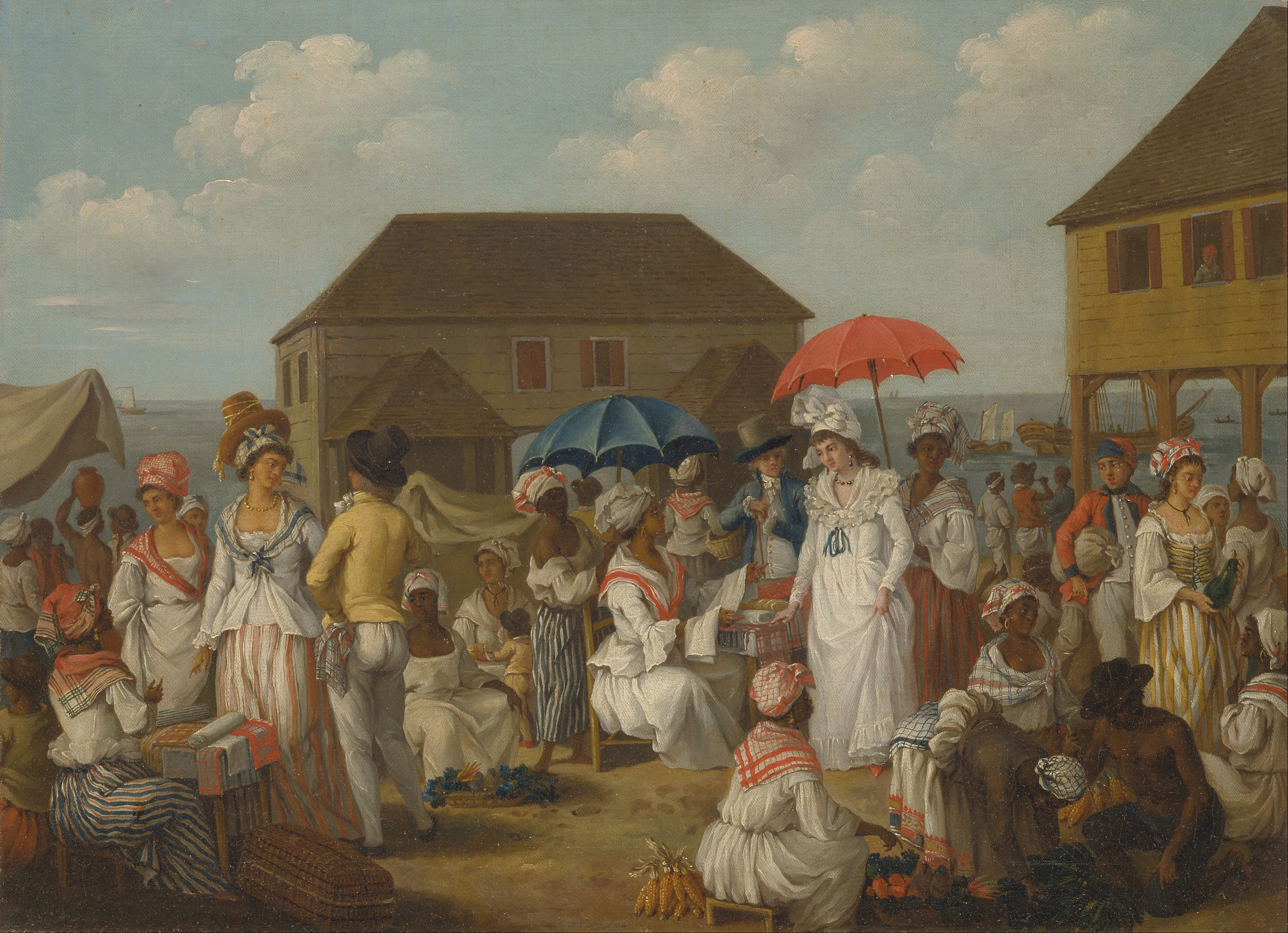
Un mercat de llençols a la Dominica de la dècada de 1770

La Gran Bretanya va establir una petita colònia el 1805. Va utilitzar Dominica com a part del comerç transatlàntic d'esclaus, mitjançant el qual els esclaus eren importats i venuts com a mà d'obra a les illes com a part d'un comerç que incloïa la producció i l'enviament de sucre i cafè com a productes bàsics a Europa. La plantació d'esclaus millor documentada de l'illa és Hillsborough Estate, que tenia 71 esclaus homes i 68 dones. La família Greg era notable: Thomas Hodgson era propietari d'un vaixell d'esclaus, i Thomas Greg i el seu fill John Greg eren copropietaris de plantacions de sucre a Dominica. El gener de 1814, 20 esclaus van fugir de Hillsborough. Van ser registrats com a recapturats i castigats amb 100 fuetades aplicades als mascles i 50 a les femelles. Segons els informes, els esclaus van dir que un dels seus havia mort a l'hospital de la plantació i creien que havia estat enverinat.
El 1831, reflectint una liberalització de les actituds racials oficials britàniques, el Brown Privilege Bill va conferir drets polítics i socials als negres lliures (la majoria persones de color lliures, que generalment eren de raça mixta, amb ascendència africana i europea). Amb la Llei d'abolició de l'esclavitud de 1833, Gran Bretanya va posar fi a la institució de l'esclavatge a tot el seu Imperi, excepte a l'Índia.
Amb la llibertat va arribar el dret a vot. El 1835, els tres primers homes d'ascendència africana van ser elegits a l'assemblea legislativa de Dominica. Molts esclaus de les veïnes illes colonials franceses de Guadalupe i Martinica van fugir a Dominica. El 1838, Dominica es va convertir en la primera colònia de les Índies Occidentals Britàniques a tenir una legislatura electa controlada per una majoria ètnica africana. La majoria d'aquests legisladors havien estat persones lliures de color i petits propietaris o comerciants abans de l'abolició de l'esclavatge. Les seves opinions econòmiques i socials eren diferents dels interessos de la petita i rica classe dels jardiners anglesos. Reaccionant a una amenaça percebuda al seu poder, els plantadors van pressionar per un domini britànic més directe.
L'any 1865, després de molta agitació i tensió, el càrrec colonial va substituir l'assemblea electiva per una formada per la meitat dels membres que eren elegits i la meitat que eren designats. Els plantadors, que estaven aliats amb els administradors colonials, van superar els legisladors electes en moltes ocasions. El 1871, Dominica va passar a formar part de les illes de sotavent britàniques. El poder polític de l'assemblea electa es va anar erosionant progressivament. El govern de la colònia de la Corona es va restablir el 1896.

### Principis del segle XX

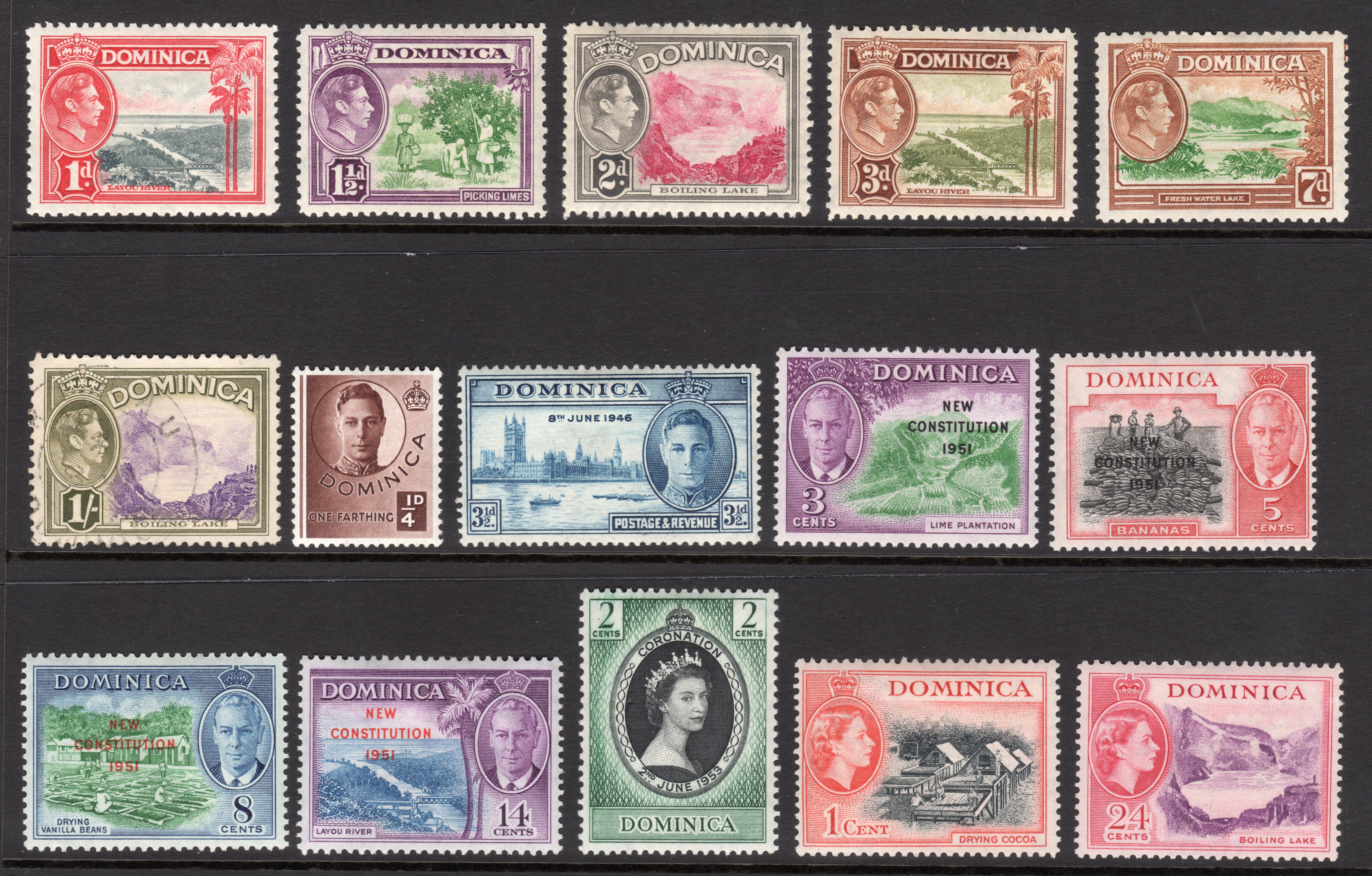
Segells de Dominica amb retrats del rei Jordi VI i Elisabet II

Durant la Primera Guerra Mundial, molts dominicans, principalment els fills de petits agricultors, es van oferir voluntaris per lluitar a Europa per l'Imperi Britànic. Després de la guerra, un auge de la consciència política a tot el Carib va portar a la formació de l’Associació de Govern representatiu. Agrupant la frustració pública amb la manca de veu en el govern de Dominica, aquest grup va guanyar un terç dels escons electes popularment de l'assemblea legislativa el 1924 i la meitat el 1936. El 1940, l'administració de Dominica va ser transferida de les Illes Britàniques de Sotavent a les Illes Britàniques de Barlovento. Durant la Segona Guerra Mundial, alguns dominicans es van oferir voluntaris a les forces britàniques i del Carib. Milers de refugiats francesos lliures de Martinica i Guadalupe van escapar a Dominica des de les illes franceses controlades per Vichy, i es van quedar a Roseau i altres pobles.
Fins a 1958, Dominica va ser governada com a part de les Illes Britàniques de Barlovento. Les illes del Carib van cercar la independència des de 1958 fins a 1962, i Dominica es va convertir en una província de l'efímera Federació de les Índies Occidentals el 1958. Després de la dissolució de la federació el 1962, Dominica es va convertir en un estat associat del Regne Unit el 1967, i va assumir formalment la responsabilitat dels seus afers interns. El 3 de novembre de 1978, la Commonwealth de Dominica va rebre la independència com a república, dirigida pel primer ministre Patrick John.

### Post-independència
A mitjan 1979, el descontentament polític amb l'administració del primer ministre fundador Patrick John va culminar amb un cop d'estat civil i va acabar amb l'aprovació d'una moció de censura a la Cambra de l'Assemblea, la legislatura de Dominica, contra John, col·lapsant l'administració. Un nou «govern provisional» es va formar sota el segon primer ministre de Dominica, Oliver Seraphin; La tasca principal de Seraphin era preparar el país per a noves eleccions generals constitucionalment previstes el 1980, d'aquí el títol no oficial de «Primer Ministre interí». Seraphin va organitzar i va liderar una escissió del Partit Laborista de Dominica anomenat Partit Laborista Democràtic a les eleccions generals de 1980 i va perdre principalment perquè els seus gairebé 13 mesos de primer ministre van estar dominats per les conseqüències de l'huracà David de categoria cinc, que va causar 56 morts i danys incalculables a l'illa. L'huracà Allen l'any següent va causar més danys. Després de les eleccions de 1980, el govern de Seraphin va ser substituït per un liderat pel Partit de la Llibertat de Dominica (DFP) sota la primera ministra Eugenia Charles; va ser la primera dona primera ministra del Carib.
El 1981, el govern de Charles va ser amenaçat amb dos intents de cop d'estat. El primer va ser dirigit per Frederick Newton, comandant de l’exèrcit de Dominica, que va organitzar un atac contra el quarter general de policia de Roseau que va provocar la mort d'un agent de policia. Newton i cinc soldats més van ser declarats culpables de l'atac i condemnats a mort el 1983; les condemnes dels cinc còmplices van ser commutades posteriorment per cadena perpètua, però Newton va ser executat el 1986. Un segon es va produir més tard l'any, quan el país va ser amenaçat amb una presa de possessió per mercenaris a l'Operació Red Dog, liderada per Mike Perdue i Wolfgang Droege. Van intentar derrocar Charles com a primer ministre i reinstal·lar l'ex primer ministre John a canvi de controlar el desenvolupament del país. L'FBI va ser avisat i el vaixell contractat per transportar els mercenaris va sortir del moll. Els mercenaris no tenien experiència ni entrenament militar formal, i la major part de la tripulació havia estat enganyada perquè s'hi unís pel cap Mike Perdue. El supremacista blanc Don Black també va ser empresonat per la seva part en l'intent de cop d'estat, que va violar les lleis de neutralitat dels EUA.

Eugenia Charles, primera ministra 1980–95, discutint la situació a Granada el 1983 amb el president dels Estats Units Ronald Reagan

El govern de Charles va donar suport a la invasió estatunidenca de Grenada de 1983, guanyant-se els elogis de Dominica del govern estatunidenc de Ronald Reagan i un augment de l'ajuda financera.
A mitjan cècada del 1980, l'economia havia començat a recuperar-se, abans de tornar-se a afeblir a causa de la disminució dels preus de la banana. Eugenia Charles va guanyar les eleccions generals de 1985, convertint-se en només la primera primera ministra de Dominica en funcions a ser reelegida popularment. La contínua caiguda de l'economia i l'estreta presa d'Eugenia Charles sobre la política de Dominica van donar lloc a una formació política autotitulada «Tercera Força» el 1988, que va interrompre el tradicional acord bipartidista del govern DFP i l'oposició DLP. «Tercera Força» aviat es va formalitzar com a Partit dels Treballadors Units i va seleccionar com a líder Edison James, l'antic director general de la Dominica Banana Marketing Company. Aquesta va ser una selecció estratègica donat el prestigi de James entre els agricultors de banana i els seus originaris de la costa est o atlàntica que s'havien començat a sentir alienats per les elits de la costa occidental o del mar Carib a Roseau, la capital de Dominica. Eugenia Charles va tornar a guanyar les eleccions generals de 1990, la primera primera ministra de Dominica en funcions que va guanyar tres eleccions generals consecutives. Tanmateix, el DFP d'Eugenia Charles s'havia vist empès a un escó de perdre la seva majoria al Parlament per l'aparició de l'UWP. Per tant, no va ser una gran sorpresa quan Eugenia Charles va renunciar al lideratge polític del Partit de la Llibertat de Dominica el 1993 i no va participar en cap cas a les eleccions generals de 1995. Ja no es va beneficiar del veterà lideratge carismàtic de la primera ministra Eugenia Charles, el Partit de la Llibertat de Dominica va perdre les eleccions de 1995 davant el Partit dels Treballadors Units (UWP), el líder del qual Edison James es va convertir en primer ministre. James va intentar diversificar l'economia dominicana, allunyant-se de la dependència excessiva de la banana. La collita va ser destruïda en gran part per l'huracà Luis el 1995.
A les eleccions generals del 31 de gener de 2000, l'UWP va ser derrotat per una coalició del DLP, liderada per l'esquerra Roosevelt B. «Rosie» Douglas i el Partit de la Llibertat de Dominica liderat per l'antic líder sindical, Charles Savarin. Douglas es va convertir en primer ministre. Un membre de l'UWP de la Cambra de l'Assemblea es va unir al govern de coalició DLP-DFP. Tanmateix, Douglas va morir l'1 d'octubre de 2000 després de només uns mesos. El primer ministre Douglas va ser substituït per Pierre Charles, que també va morir en el càrrec el 6 de gener de 2004. Roosevelt Skerrit, també del DLP, va substituir Pierre Charles com a primer ministre, convertint-se en el cap de govern més jove del món als 31 anys Sota el lideratge de Skerrit, el DLP va guanyar les eleccions el maig de 2005 que van donar al partit 12 escons al Parlament de 21 escons, als 8 de l'UWP. Un candidat independent afiliat al DLP també va guanyar un escó. Més tard, el candidat independent es va incorporar al govern. Amb la seva victòria a les eleccions de 2005, Skerrit es va convertir en només el segon primer ministre en funcions de set a ser reelegit popularment.
A les eleccions de 2009, el DLP va guanyar 18 dels 21 escons. L'UWP va reclamar les irregularitats de la campanya i es va embarcar en una àmplia gamma d'accions de protesta, inclòs el boicot al Parlament. El boicot d'UWP va durar almenys tres absències no autoritzades al Parlament de dos dels seus tres representants electes al Parlament en violació del procediment parlamentari, fet que va provocar que els seus dos escons fossin declarats vacants i es convoquessin eleccions parcials per ocupar-los; es van fer eleccions parcials per a aquests dos escons vacants el juliol de 2010, i l'UWP va tornar a guanyar els dos escons. El DLP sota Skerrit va guanyar les eleccions generals dominicanes de 2014.
El 17 de setembre de 2012 Eliud Thaddeus Williams va ser investit com a president (un paper principalment cerimonial), en substitució del Dr. Nicholas Liverpool, que, segons es diu, va ser destituït del càrrec per problemes de salut. El 30 de setembre de 2013, l'antic líder sindical i exlíder del Partit de la Llibertat de Dominica Charles Savarin va ser elegit president després que només uns dies abans va dimitir com a ministre de Govern. És el vuitè president de Dominica.

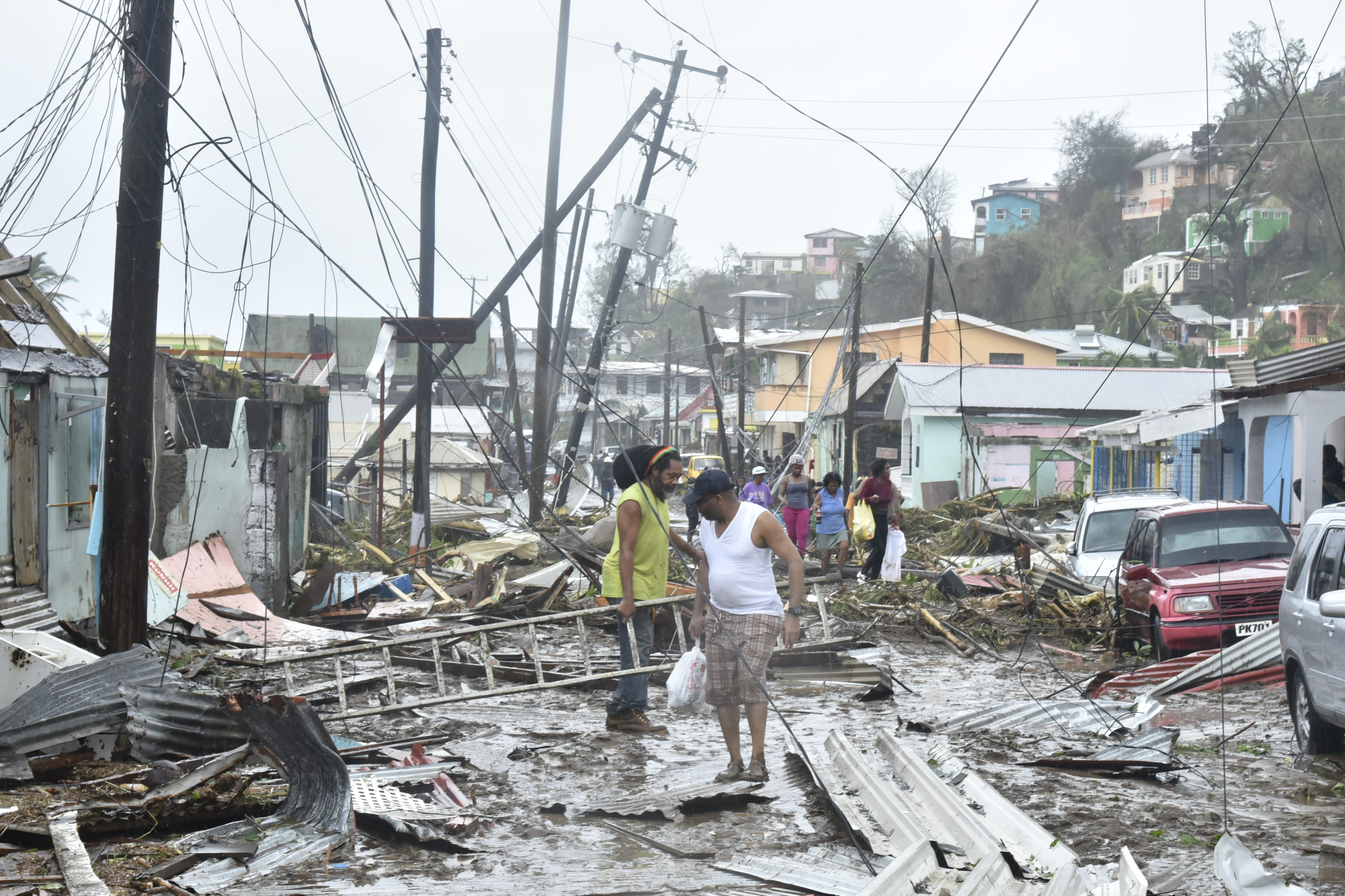
Danys a Roseau causats per l'huracà Maria el 2017

La tempesta tropical Erika va devastar l'illa l'agost de 2015, matant a 30 persones i causant greus danys ambientals i econòmics. Dominica va ser atacada de nou el 18 de setembre de 2017, patint una caiguda directa de l'huracà Maria de categoria 5. Les primeres estimacions de danys indicaven que el 90% dels edificis de l'illa havien estat destruïts, i la infraestructura quedava en ruïnes. El Regne Unit, França i els Països Baixos van instal·lar transports marítims i aeris per portar ajuda a l'illa; l'escala de la destrucció que ha deixat la majoria de la gent sense llar Dominica va guanyar les seves dues primeres medalles als Jocs de la Commonwealth en plata i bronze als Jocs de la Commonwealth de 2018 a la Costa Daurada.
El president Charles Angelo Savarin va ser reelegit el 2018 per a un nou mandat de cinc anys.
El desembre de 2019, el primer ministre en funcions, Roosevelt Skerrit, va guanyar les seves quartes eleccions generals consecutives amb divuit escons contra tres, convertint-se en el primer primer ministre de Dominica a fer-ho.

## Geografia

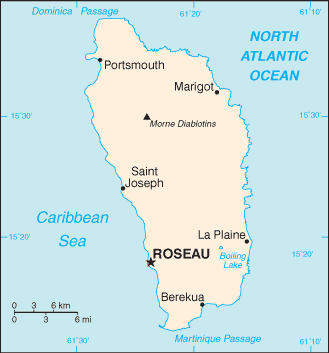
Mapa de Dominica (en anglès)

## Divisió administrativa
Administrativament, Dominica es divideix en 10 parròquies (parishes).

## Economia
L'economia de Dominica sempre va estar depenent de l'agricultura (especialment de la banana) fins fa poc. No obstant això, ha canviat gradualment cap al turisme, especialment l'ecoturisme. Amb la finalitat de diversificar les seves fonts d'ingrés, el govern també busca promoure l'illa com a centre bancari internacional, i recentment va signar un acord amb la Unió Europea amb la finalitat d'explorar els seus potencials d'energia geotèrmica.
El 2003, el govern va començar una extensa reestructuració de l'economia, amb l'eliminació del control de preus, la privatització del sector bananer, i un augment dels impostos, amb la intenció d'enfrontar una crisi econòmica i atendre les recomanacions del Fons Monetari Internacional. Aquesta reestructuració va permetre la recuperació econòmica (l'any 2006, el creixement va ultrapassar els dos dígits) i va ajudar a reduir el deute públic.